# 1813 у літературі

## Твори
- «Гордість і упередження» — роман Джейн Остін (перша публікація).

## Народились
- 5 серпня — Івар Осен, норвезький лінгвіст і поет, творець норвезького літературної мови (помер у 1896).
- 6 грудня — Огарьов Микола Платонович, російський поет, публіцист, російський революціонер (помер у 1877).

## Померли
- 20 січня — Крістоф Мартін Віланд, німецький поет (народився в 1733).